# Otto Häuser
Otto Häuser alias Ottokar Domma (* 20. Mai 1924 in Schankau, Tschechoslowakei; † 15. Juli 2007 in Woltersdorf) war ein deutscher Schriftsteller und Journalist, der vor allem mit seinen satirischen Büchern bekannt wurde, deren Hauptperson der Schüler Ottokar Domma ist. „Doma“ heißt auf Russisch „Häuser“ bzw. „daheim“ (russisch: дома [dʌˈma] = Häuser, Plural von дом [ˈdɔm] = Haus und auch ['ˈdɔmə] = zu Hause).

## Biografie
Otto Häuser wuchs in Breitenbach, heute Potůčky, bei Johanngeorgenstadt im tschechoslowakischen Sudetenland als Sohn eines Bergmanns auf. Es heißt, er sei wegen Aufsässigkeit gegenüber Lehrern in der 9. Klasse von der Schule verwiesen worden. Nachdem er eine Lehre als Gebrauchswerber beendet hatte, wurde er Soldat. Nach dem Militärdienst im Zweiten Weltkrieg wurde er Neulehrer an einer Dorfschule in Sachsen-Anhalt und später Schulleiter in Tangerhütte. Seit den 1950er Jahren war er schriftstellerisch tätig. Otto Häuser machte an der Humboldt-Universität den Abschluss als Diplom-Pädagoge und wurde Oberstudienrat. Er lebte in Schöneiche bei Berlin.

## Literarisches Werk
Häuser schrieb ab 1959 als ständiger Mitarbeiter für den Eulenspiegel und verfasste Kabaretttexte, insbesondere für das Berliner Lehrerkabarett „Die Lachberater“. Gleichzeitig schrieb er in der DDR auch ernsthafte Artikel zu pädagogischen Themen in der Deutschen Lehrerzeitung und im Neuen Deutschland.
Prominent ist seine „Ottokar“-Reihe: Aus der Sicht des zwölfjährigen Ottokar Domma beschrieb er nach dem Vorbild von Ludwig Thoma satirisch den Alltag in einer ostdeutschen Schule und Familie – sowohl vor als auch nach der Wende. Diese Geschichten erschienen zunächst in der Satirezeitschrift Eulenspiegel, ab 1967 in Buchform. Zur Ottokar-Reihe entstanden auch zwei Schallplatten mit Mitschnitten öffentlicher Veranstaltungen, in denen Häuser selbst las, sowie 1976 der Kinofilm Ottokar der Weltverbesserer. Die Bücher sind außerdem in mehreren Sammelbänden erhältlich, so als Rückblicke eines braven Schülers (1993) oder Das dicke Ottokar-Buch (2004).

## Auszeichnungen und Ehrungen
- Verdienter Lehrer des Volkes
- 1987 Goethepreis der Stadt Berlin
- 2006 Bundesverdienstkreuz (1. Klasse)

Der Maler Joachim Tilsch gestaltete ein Bild mit dem Titel „Schöneicher Frühstück“ für das zentrale örtliche Einkaufszentrum die drei prominentesten Schöneicher Unterhaltungskünstler, neben Heinz Schröder und Helga Hahnemann auch Otto Häuser.

## Schriften
| - Der brave Schüler Ottokar (1967) - Ottokar, das Früchtchen (1970) - Ottokar, der Weltverbesserer (1973) - Ottokar, der Gerechte (1978) - Ottokar, der Schalk (1983) - Ottokar, der Philosoph (1989) - Ottokar und die neuen Deutschen (1991) - Ottokar, die Spottdrossel (1993) | - Ottokar, der Fernsehstar (1994) - Ottokar, das Schlitzohr (1996) - Ottokar gibt Auskunft (Begleitbuch, 1997) - Ottokar in Philadelphia (1998) - Ottokar, der Flohverkäufer (2003) - Erinnerungen eines Großvaters (2003) - mit Joachim Tilsch: Mit Humor und Hinterlist (2004) |

- Das dicke Ottokar-Buch, illustriert von Karl Schrader, Eulenspiegel, Berlin 2006, ISBN 978-3-359-01488-1.
- Das dicke Ottokar-Buch 2, illustriert von Hans-Eberhard Ernst, Eulenspiegel, Berlin 2006, ISBN 978-3-359-01649-6.

Illustriert wurden die Ottokar-Bücher ursprünglich von dem 1981 verstorbenen Karl Schrader; später übernahm Manfred Bofinger diese Aufgabe.